# 라우리토
라우리토(이탈리아어: Laurito)는 이탈리아 캄파니아주 살레르노도에 위치한 코무네다. 나폴리로부터 남쪽으로 200km 거리에 있다.